# Cyperus obtusus
Cyperus obtusus är en halvgräsart som beskrevs av Willemet. Cyperus obtusus ingår i släktet papyrusar, och familjen halvgräs.
Artens utbredningsområde är Mauritius. Inga underarter finns listade i Catalogue of Life.